# Ramal Aslanov
Remal Ali oglu Aslanov (em azeri:  Rəmal Əli oğlu Aslanov; 1 ° de março de 1992, Chanlibel, Shamkir; principalmente conhecido como Ramal Aslanov), kickboxer profissional do Azerbaijão. Ele detém o cinturão mundial de kickboxing. Ele ganhou o campeonato do Azerbaijão 11 vezes, e os campeonatos mundial e europeu três vezes. Aslanov recebeu o título de "Mestre Homenageado do Esporte" no Azerbaijão. Ele é o vice-presidente e capitão da Federação Azerbaijão de Kickboxing. O apelido de Aslanov é Lord.

## Vida
Ramal Aslanov nasceu em 1 ° de março de 1992 na vila de Chanlibel, na região de Shamkir. Ele é originário da região de Goycha, na atual Armênia. Aslanov tem uma irmã. Ele queria ser médico no colégio, mas parou de se concentrar em sua vida escolar ao ganhar campeonatos de kickboxing. Aslanov se formou no ensino médio em 2009 e na Academia de Esportes do Estado do Azerbaijão em 2014. Ele serviu na equipe esportiva das Tropas Internas do Ministério de Assuntos Internos do Azerbaijão em 2014–2015.

## Carreira

### Kickboxing
Ramal Aslanov treinou Muay Thai por apenas uma semana em 2004, e no mesmo ano começou a treinar kickboxing. O seu primeiro e último treinador é Hakim Hajiyev, que recebeu o título de "treinador de honra". Aslanov é seis vezes campeão do Azerbaijão no kickboxing amador. Ele ganhou o campeonato do Azerbaijão 11 vezes, e os campeonatos mundial e europeu três vezes. Entre os profissionais, possui cinturão mundial em IKBO, WAC, WMAO, FF e WCF.
Em março de 2015, Aslanov conquistou o primeiro lugar no Campeonato do Mundo de Kickboxing em Portugal. Ele se sagrou campeão mundial em 2012, obrigando seu oponente a se render na terceira rodada do Campeonato Mundial de Kickboxing entre os profissionais de Düsseldorf, na Alemanha, e trouxe o cinturão mundial para o Azerbaijão. Aslanov detém o cinturão do Azerbaijão em 71 e 86 kg entre os profissionais. Ele se tornou o campeão mundial em 26 de março de 2016 em Coblença, Alemanha, derrotando o atleta holandês Mervin Rozenstruik no WMAO (K-1). Aslanov derrotou o atleta lituano na final de 2016 e se tornou o vencedor do Grande Prêmio Mundial pela primeira vez na história do Azerbaijão. Ele participou da super-final da série The World Faith Fight em Pequim, China naquele ano, derrotando Lee Yinggang da China. Ele venceu o Grande Prêmio de 2018 pela segunda vez. Aslanov se tornou o campeão mundial em outubro de 2019, derrotando Miloš Keljanović da Sérvia (-75 kg) na final do Campeonato Mundial de Kickboxing em Sarajevo, Bósnia e Herzegovina. Em julho de 2021, Aslanov teve 37 vitórias (13 das quais por nocaute) em 42 partidas oficiais durante sua carreira profissional.
Aslanov é o capitão da equipe nacional da Federação de Kickboxing do Azerbaijão desde 2014. Em julho de 2021, ele foi nomeado vice-presidente da Federação de Kickboxing do Azerbaijão. Aslanov também foi nomeado Vice-Presidente do Conselho da Federação.

### Box
Aslanov conquistou a medalha de prata em dezembro de 2018 pelo Clube de esportes de Sadarak, fazendo sua estreia no campeonato de boxe do Azerbaijão na categoria de peso 75 kg. Ele competiu em cinco lutas no campeonato e venceu três delas por nocaute.

## Prêmios
Ramal Aslanov foi eleito o melhor kickboxer do ano pelo Ministério da Juventude e Esportes da República do Azerbaijão em 2012 e 2019. Ele foi premiado com um grau honorário do Presidente do Azerbaijão Ilham Aliyev em 2016. Em 2015, ele foi premiado com o título honorário de "Mestre do Esporte", e em 2017 foi agraciado com o título honorário de "Mestre Homenageado do Esporte". Em 2018, o presidente Ilham Aliyev presenteou Aslanov com um novo apartamento.